# Venceslas II de Cieszyn
Venceslas II de Cieszyn (polonais: Wacław II cieszyński; né vers  1488/1496 - mort le 17 novembre 1524), fut conjointement duc Cieszyn avec son père à partir de 1518 jusqu'à sa mort.

## Origine
Venceslas est le second fils Casimir II de Cieszyn et de son épouse Jeanne, fille de Victorin de Poděbrady, duc d'Opava, un des fils du roi Georges de Bohême.

## Biographie
La décision de son frère ainé  Frédéric de se consacrer à la vie religieuse fait de Venceslas l'héritier présomptif de son père Casimir II de Cieszyn. Après la mort de Frédéric de Cieszyn en juin 1507 à Sienne, Venceslas II devient le seul héritier de Casimir II, mais ce n'est qu'en 1518 après son mariage  que son père décide de l'associer au trône et de le nommer corégent de Cieszyn. Venceslas II meurt quatre années plus tard le 17 novembre 1524 sans jamais avoir exercé seul le pouvoir et à la mort de Casimir II le 13 décembre 1528 c'est son petit-fils  Venceslas III Adam de Cieszyn seul fils posthume, survivant de Venceslas II qui lui succède.

## Union et postérité
Le 1er décembre 1518, Venceslas II épouse Anne (née le  5 mai 1487 - † 7 février 1539), fille de  Frédéric II de Brandebourg-Ansbach. Ils ont trois enfants:
- un fils (né le 1519/31 mai 1520 - † 1520/avant 1er septembre 1525?).
- Ludmila (né vers 1520/1523 - † vers mars/7 avril 1539).
- Venceslas III Adam

## Sources
- (en) Cet article est partiellement ou en totalité issu de l’article de Wikipédia en anglais intitulé « Wenceslaus II, Duke of Cieszyn » (voir la liste des auteurs), édition du 5 juillet 2014.
- (en) & (de) Peter Truhart, Regents of Nations, K. G Saur Münich, 1984-1988 (ISBN 359810491X), Art. « Teschen (Pol. Cieszyn) », p.  2.455.
- (de) Europaïsche Stammtafeln Vittorio Klostermann, Gmbh, Francfort-sur-le-Main, 2004  (ISBN 3465032926),  Die Herzoge von Auschwitz †1495/97, von Zator †1513 und von Tost †1464 sowie die Herzoge von Teschen 1315-1625 resp. 1653  des Stammes der Piasten  Volume III Tafel 16.